# Kesseltal (Antarktika)
Das Kesseltal ist ein Tal in den Usarp Mountains des ostantarktischen Viktorialands. Es liegt auf der Nordwestseite des Mount McKenny am südöstlichen Ende der Daniels Range
Wissenschaftler der deutschen Expedition GANOVEX I (1979–1980) nahmen seine deskriptive Benennung vor.